# Småtjärnarna (Dalby socken, Värmland)
Småtjärnarna är en sjö i Torsby kommun i Värmland och ingår i Göta älvs huvudavrinningsområde.